# Salon international de l'automobile de Monaco
Le Salon International de l'Automobile de Monaco ou Monaco SIAM (en anglais : Monaco International Auto Show) est le salon automobile annuel de la principauté de Monaco, organisé sous le Haut Patronage du  Prince Albert II de Monaco par la société Expo Monaco dirigée par Nicolas Hesse,. 

## Secteurs et Exposants
Le Salon International de l'Automobile de Monaco a pour caractéristique une organisation par secteur et met en avant en priorité les énergies renouvelables comme les voitures électriques, hybrides à hydrogène et les voitures de luxe .
Ce positionnement a permis le soutien de la Fondation Prince Albert II et l'engagement de partenaires comme EDF, Michelin, la Compagnie Monégasque de Banque ou la Monte-Carlo SBM dès la première édition.
Le Salon International de l'Automobile de Monaco présente aussi l'ensemble des gammes automobiles, des hypercars, des concepts cars, l'univers du sport automobile avec les écuries et une exposition d'automobiles classiques,.
Plus de cinquante marques automobiles sont présentes au salon dont Lamborghini, Rolls Royce, Ferrari, Bentley, Aston Martin, McLaren, Mercedes-Benz, Porsche, Tesla, Maserati, Lotus, Alpine, Pininfarina, Lexus, Renault Design, Alfa Romeo, Audi, BMW, Abarth, Jeep, Infiniti, E-Moke, BR Engineering, SMP Racing, Honda, Hyundai, Fiat, Kia, Toyota, Nissan, Opel, Volvo, Ford ...
Les constructeurs automobiles monégasques Venturi et Tecno Monte-Carlo sont aussi présents comme les Royal Rolls Royce Clubs Monaco et Bentley Drivers Club Monaco.
Les visiteurs peuvent essayer les voitures exposées dans les rues de la principauté et sur le parcours du Grand Prix.

### Dates clés
- 2016 : Création par Thierry Hesse (Président d'AMC Promotion, commissaire général du Mondial de l'Automobile (de 1989 à 2014)[8], président de l'UNIMEV[9], président de la commission tourisme et membre du comité exécutif du Médef[10]) et son fils Nicolas Hesse de la société monégasque Expo Monaco et du Salon International de l'Automobile de Monaco[4].
- 2017 : 1ère édition du Salon International de l'Automobile de Monaco du 16 au 19 février 2017.
- 2018 : 2e édition du Salon International de l'Automobile de Monaco du 1 au 18 février 2018.
- 2019 : 3e édition du Salon International de l'Automobile de Monaco du 28 février au 3 mars 2019[11].
- 2020 : 4e édition du Salon International de l'Automobile de Monaco du 5 au 8 mars 2020 [12]

## Éditions

### Édition 2023
Nouveautés
- Avatr 12[13]